# لينغ شاويو
منذ أن كانت طفلة صغيرة، لينغ شاويو (بالصينية: 凌 曉雨) (باليابانية: リン・シャオユウ، بالروماجي: Rin Shaoyuu)، أحبت مدن الملاهي، تدربت أيضاً على الفنون القتالية منذ صغرها على يد جدها وانغ جينري، كان وانغ يظن أن لو كانت لينغ أكثر جدية، فإنها ستكون قادرة على امتلاك القوة الحقيقية، ولكنه أصبح محبطاً بسبب تصرفاتها الطائشة. أثناء العطلة مع عائلتها في هونغ كونغ، لاحظت شاويو يختاً يحمل اسم «ميشيما زايباتسو». عالمة بأن ميشيما زايباتسو شركة قوية وثرية، قررت شاويو طلب هيهاتشي ميشيما وجعل حلمها حقيقة. بعد تركها لعائلتها، ركبت شاويو على ظهر اليخت.
أنظمة أمن السفينة اكتشفت شاويو بسرعة وأُعلم هيهاتشي بوجودها. في الوقت الذي وصل فيه هيهاتشي إلى ظهر السفينة، كان كل التيكنشو -قوات أمن هيهاتشي الخاصة- الذين كانوا على ظهر السفينة قد هُزموا حتى فقدان الوعي ومتاثرين على سطح السفينة. كان الأمر وكأن السفينة قد أصيبت بزوبعة. في وسط الفوضى، عثر هيهاتشي على شاويو. قامت شاويو بتهديده بالهزيمة إذا لم يقاتلها. متسلياً بسبب تصرفاتها الغريبة الحدثية، زأر هيهاتشي ضاحكاً ووعدها ببناء مدينتها للملاهي إذا فازت بالبطولة. دخلت شاويو مدرسة ميشيما للفنون التطبيقية، وهناك حيث التقت بكل من جين كازاما وميهارو هيرانو. محضرة معها دب الباندا من مدرستها القديمة (للمناسبة سمي باندا)، قام هيهاتشي بتعليم الباندا الفنون القتالية، تماماً مثل كوما، كي يكون لدى شاويو حارسها الشخصي. كان ذلك مشجعاً لشاويو معتبرة هيهاتشي كجد لها.
بعد بطولة ملك القبضة الحديدية الثالثة، تابعت شاويو حياتها ودراستها وتدريباتها كحارسة عند ميشيما زايباتسو، لكن حياتها صارت مملة وعادية، خالية من أية أهداف محددة. بعد يومين، استلمت شاويو بريداً إلكترونياً مجهول المصدر ينصحها بعدم الوثوق بهيهاتشي. حذر الشخص المجهول شاويو بأن هيهاتشي يشكل خطراً على حياتها. في ذلك الوقت، كانت شاويو في حديثة على مدرسة ميشيما للفنون التطبيقية، ومرضت بسبب الروتين اليومي؛ لكن البريد المجهول أعاد الحيوية إلى روح شاويو العاطفية.
ردت شاويو على البريد عشرات المرات. بالرغم من أن المرسل لم يرد عليها بعد ذلك، اقتنعت شاويو بأن جين الذي صار مفقوداً منذ البطولة السابقة، هو المرسل المجهول. في نفس الوقت، أعلن هيهاتشي بدء بطولة ملك القبضة الحديدية الرابعة. آملاً في الاتصال مرة أخرى مع جين ومزيلاً القناع عن نوايا ميشيما زايباتسو الشريرة، دخلت شاويو البطولة الرابعة.
في نهاية البطولة السابقة، أنقذت شاويو من مخططات هيهاتشي ميشيما الشريرة من قبل هيهاتشي ميشيما من قبل يوشيمتسو، الذي أخبرها بالتاريخ المأساوي لعائلة ميشيما. بدأت شاويو بتصديق جذور الأحداث السيئة التي تحيط بجين وعائلة ميشيما كانت بسبب رمي هيهاتشي بابنه كازويا من حافة جرف عندما كان كازويا في عمر خمس سنوات. في هذه النقطة، قررت شاويو أن مهمتها الشخصية هي إنقاذ عائلة ميشيما المأساوية. تمنت شاويو أن هناك طريقة ما تستطيع بها إرجاع الزمن وإصلاح الماضي. استجيب طلبها حين سمعت أن هناك عالماً -لم يتم تسميته- قال بأنه إن كان يملك المال، فإن بإمكانه صنع آلة الزمن. من أجل الحصول على المال من أجل الاختراع، دخلت شاويو بطولة ملك القبضة الحديدية الخامسة من أجل الحصول على الجائزة المالية.
تنفست شاويو الصعداء عندما سمعت أن هيهاتشي لم يمت حقاً. لكن، -كرئيس ميشيما زايباتسو، جين كازاما هدف إلى قتل هيهاتشي. حاولت شاويو محاولة إيقافه بنفسها، لكن الزايباتسو ذهبت باتجاه العسكرة والتسليح؛ مما جعل الأمر صعباً على شاويو. إعلان ميشيما زايباتسو الحرب وجه العداء من جميع أنحاء العالم. عندما أعلنت بطولة ملك البطولة الحديدية السادسة، دخلت شاويو البطولة على أمل إنقاذ جين من الشر. شاويو مولعة بجين بسبب صداقتهما عندما كانا في المدرسة.
ظهرت شاويو كبطلة الفيلم تيكن: بلد فنجنس، وقامت مايا ساكاموتو بأداء صوتها. يروي الفيلم الأحداث بين تيكن 5 وتيكن 6. أجبرت آنا ويليامز شاويو على على العمل كجاسوسة لجمع معلومات أكثر عن شين كاميا -طالب سابق في ميشيما للعلوم التطبيقية وانتقل إلى مدرسة كيوتو الدولية. صارت شاويو صديقة أليسا بوسكونوفيتش في هذه العملية التي يفترض أن لينغ لديها شعور تجاه شين. يذكر في نهاية الفيلم أن جين كازاما تمنى أن شاويو ستكون هي التي ستهزمه.
خارج السلسلة الرئيسية، ظهرت لينغ شاويو في تيكن تاغ تورنمنت، تيكن كارد تشالنج، تيكن أدفانس، «تيكن تشانس»، «تيكن ريزوليوت»، «تيكن بول»، تيكن تاغ تورنمنت 2، وتيكن 3-D: برايم إديشن. ظهرت شاويو أيضاً في سماش كورت تنس برو تورنمنت 2 كشخصية يمكن إلغاء قفلها. ظهورها في القصص المصورة يتضمن تيكن فور إيفر، تيكن: تاتاكاي نو كاناتاني وتيكن كومك أونلاين. أشيع أن تشياكي كورياما قامت بأداء دور لينغ شاويو في فيلم 2010 تيكن. أبطلت الإشاعة عندما صرحت الممثلة في مقابلة أنها لم تأخذ أي دور في الفيلم. ولكن، قامت عارضة الأزياء كريستل بأداء دور شاويو في «تيكن ماكسم فوتوشوت» لمجلة ماكسم.
كانت لينغ شاويو واحدة من الشخصيات الخمس التي عينت في عرض جوائز جي4 ("فيديو غيم فكسنز") عام 2005 تحت تصنيف "أسوأ فتاة جيدة", لكن خسرت أمام ريككو من فاينل فانتاسي. ذُكر في موقع غيم دايلي أنه "من المستحيل أن تكره لينغ شاويو"، واصفاً إياها كشخصية جذابة وقوية في الوقت نفسه. في مقال آخر، قاموا بتسميتها كواحدة من شخصيات ألعاب الفيديو الآسيويات المفضلة لديهم، مسمينها "فخراً للمشاهدة"". ديف كوك من ناو غيمر صنف القتال بين ساكورا كاسوغانو ولينغ شاويو كواحد من القتالات التي تمنى مشاهدتها في "ستريت فايتر X تيكن" أن الاثنتين متشاركتان في الملابس الغير مناسبة، دخلت الاثنتان وكونهما مسليتين من حيث اللعب. نيدل كريسون من 1آب.كوم صنف شاويو كواحدة من الشخصيات التي تمنى رؤيتها في ستريت فايتر X تيكن قائلاً "ستكون قادرة على استخدام فن العنقاء لتجنب المقذوفات.." مضاربة: ما نعلمه، ونريد أن نعلمه، في ستريت فايتر X تيكن.
من الظاهر أن شاويو ذات شخصية مرحة. شاويو مبتهجة في بعض الأحيان، ولكن -مثل وانغ جينري-، فإنها تكون جادة في مواقف محددة. ظهرت شاويو كشخصية جدية للغاية أثناء بحثها عن جين وإعادته إلى شخصيته السابقة. وترغب أيضاً بمساعدة أصدقائها حتى وإن كلفها ذلك حياتها، كما ظهر ذلك في فيلم «تيكن: بلد فنجنس» في علاقتها مع أليسا بوسكونوفيتش وشين كاميا، الذي كان ليتسبب في موتها على يدي كازويا وهيهاتشي لو لم يحمها جين. أظهرت كل من جين وشاويو اهتماماً تجاه الآخر، ولكن جين لايعلم بحقيقة ولع شاويو به.

## وصلات خارجية
- تيكن ويكي
- تيكنبيديا الإنجليزية نسخة محفوظة 3 نوفمبر 2013 على موقع واي باك مشين.